# Чутівський район
Чу́тівський райо́н — колишня адміністративно-територіальна одиниця у Полтавській області України з адміністративним центром у смт Чутовому.

## Географія
Район розташований у східній частині Полтавської області, межує з Карлівським, Котелевським, Машівським, Полтавським районами Полтавської області та Валківським, Коломацьким, Краснокутським районами Харківської областей.
Територія становить 861 км², переважно — рівнинна. Висота над рівнем моря — близько 100 метрів.
Річки — басейну Дніпра: Коломак з притокою Свинківкою, Орчик.
Ґрунти — переважно чорноземи.
Корисні копалини: глина, пісок, природний газ.
Сільськогосподарські угіддя — 72 тис. гектарів, у тому числі близько 60 тис. гектарів орної землі. Ліси займають близько 6,4 тисячі гектарів.

## Історія
Район утворено 1923 року. Районний центр — селище міського типу Чутове, як населений пункт згадується в історичних документах з 1743, до 1957 року — село. Розташоване на річці Коломак (притока р. Ворскли, басейну р. Дніпра), за 50 кілометрів від м. Полтави. Територія селищної ради — 133,3 км². Населення — 7551 осіб.

## Адміністративний поділ
Адміністративно Чутівський район поділений на 2 селищні ради і 13 сільських рад, які об'єднують 51 населений пункт. За роки «совєтської» окупації район втратив понад 20 сіл. Усі вони були «зняті з обліку», головним чином через переселення жителів шляхом створення нестерпних умов для подальшого проживання, тобто фактично у примусовому порядку — згоном селян.

## Економіка
У селищі друкарня, ПП "Комплекс «Тракен», де вирощують коней тракененської породи, райспоживспілка, інші підприємства. Діють відділення банків «Аваль», «Полтава-банк», «Індустріально-експортного», Ощадного.
Основні промислові підприємства району: Скороходівська хлібна база, друкарня, В аграрному секторі працюють 3 сільськогосподарських кооперативи, 11 приватних сільськогосподарських підприємств, 3 товариства з обмеженою відповідальністю, 1 повне товариство, 1 дочірне підприємство, 2 державні підприємства, 85 фермерських господарств.
Щорічно виробляється близько 5 тисяч тонн цукру, 1 тисяча тонн м'яса, 7 тисяч тонн молока, 60 тисяч тонн зерна.
Населення обслуговують районна спілка споживчих товариств, понад 400 приватних підприємців.

## Транспорт
Автошляхи E40М03 (Київ-Харків), Дніпро-Суми; залізниця — Полтава-Харків.

## Населення
Розподіл населення за віком та статтю (2001):
| Стать | Всього | До 15 років | 15-24 | 25-44 | 45-64 | 65-85 | Понад 85 |
| --- | ------ | ----------- | ----- | ----- | ----- | ----- | -------- |
| Чоловіки | 12 236 | 2320        | 1553  | 3668  | 3103  | 1519  | 73       |
| Жінки | 14 722 | 2215        | 1563  | 3705  | 3728  | 3162  | 349      |
| \| Статево-вікова піраміда \| Статево-вікова піраміда \| Статево-вікова піраміда \| \| ----------------------- \| ----------------------- \| ----------------------- \| \| Чоловіки \| Вік \| Жінки \| \| 73 \| 85 + \| 349 \| \| 134 \| 80-84 \| 411 \| \| 322 \| 75-79 \| 888 \| \| 562 \| 70-74 \| 1088 \| \| 501 \| 65-69 \| 775 \| \| 951 \| 60-64 \| 1352 \| \| 479 \| 55-59 \| 670 \| \| 804 \| 50-54 \| 857 \| \| 869 \| 45-49 \| 849 \| \| 963 \| 40-44 \| 1009 \| \| 953 \| 35-39 \| 958 \| \| 908 \| 30-34 \| 891 \| \| 844 \| 25-29 \| 847 \| \| 751 \| 20-24 \| 750 \| \| 802 \| 15-20 \| 813 \| \| 988 \| 10-14 \| 950 \| \| 758 \| 5-9 \| 707 \| \| 574 \| 0-4 \| 558 \| |        |             |       |       |       |       |          |
| Статево-вікова піраміда |        |             |       |       |       |       |          |
| Чоловіки | Вік    | Жінки       |       |       |       |       |          |
| 73 | 85 +   | 349         |       |       |       |       |          |
| 134 | 80-84  | 411         |       |       |       |       |          |
| 322 | 75-79  | 888         |       |       |       |       |          |
| 562 | 70-74  | 1088        |       |       |       |       |          |
| 501 | 65-69  | 775         |       |       |       |       |          |
| 951 | 60-64  | 1352        |       |       |       |       |          |
| 479 | 55-59  | 670         |       |       |       |       |          |
| 804 | 50-54  | 857         |       |       |       |       |          |
| 869 | 45-49  | 849         |       |       |       |       |          |
| 963 | 40-44  | 1009        |       |       |       |       |          |
| 953 | 35-39  | 958         |       |       |       |       |          |
| 908 | 30-34  | 891         |       |       |       |       |          |
| 844 | 25-29  | 847         |       |       |       |       |          |
| 751 | 20-24  | 750         |       |       |       |       |          |
| 802 | 15-20  | 813         |       |       |       |       |          |
| 988 | 10-14  | 950         |       |       |       |       |          |
| 758 | 5-9    | 707         |       |       |       |       |          |
| 574 | 0-4    | 558         |       |       |       |       |          |

Національний склад населення за даними перепису 2001 року:
| Національність | Кількість осіб | Відсоток |
| -------------- | -------------- | -------- |
| українці       | 25411          | 94,25 %  |
| росіяни        | 1155           | 4,28 %   |
| білоруси       | 121            | 0,45 %   |
| молдовани      | 115            | 0,43 %   |
| вірмени        | 73             | 0,27 %   |
| інші           | 85             | 0,32 %   |

Мовний склад населення за даними перепису 2001 року:
| Мова       | Кількість осіб | Відсоток |
| ---------- | -------------- | -------- |
| українська | 25669          | 95,21 %  |
| російська  | 1070           | 3,97 %   |
| молдовська | 68             | 0,25 %   |
| вірменська | 64             | 0,24 %   |
| білоруська | 56             | 0,21 %   |
| інші       | 33             | 0,12 %   |

Населення станом на 1 січня 2002 року становило 27,1 тисяч чоловік.

## Інфраструктура
Діють центральна районна лікарня та центр первинної медико-санітарної допомоги: 8 амбулаторій загальної практики-сімейної медицини, 19 ФП та 1 ФАП.
У 23-х загальноосвітніх школах, професійно-технічному училищі № 55 навчається близько 4 тисячі учнів. Діють районний Будинок культури, будинок дитячої та юнацької творчості, дитяча музична школа.

## ЗМІ
У районі виходить газета районної ради та райдержадміністрації «Сільські новини», заснована 1931 року (тираж — близько 3 тис. примірників), районне радіо «Чутове».

## Пам'ятки
У центрі селища — меморіальний комплекс, збудований 1978 році (скульптор О. I. Черницький).
У Чутівському районі Полтавської області станом на 2023 рік відсутні пам'ятки монументального мистецтва. Раніше там існувало 12 таких пам'яток, усі були демонтовані або знесені в рамках декомунізації.
| #  | назва                         | адреса                                |
| -- | ----------------------------- | ------------------------------------- |
| 1  | Пам'ятник В. І. Леніну        | смт Артемівка                         |
| 2  | Пам'ятник-бюст Артему         | смт Артемівка                         |
| 3  | Пам'ятник В. І. Леніну        | смт Чутове, парк                      |
| 4  | Пам'ятник В. І. Леніну        | смт Чутове, біля контори колгоспу     |
| 5  | Пам'ятник В. І. Леніну        | смт Чутове, племзавод «Чутове», центр |
| 6  | Пам'ятник М. І. Калініну      | с. Вільниця                           |
| 7  | Пам'ятник В. І. Леніну        | с. Вільниця                           |
| 8  | Пам'ятник В. В. Куйбишеву     | с. Вільхуватка                        |
| 9  | Пам'ятник-бюст О. М. Горькому | с. Левенцівка                         |
| 10 | Пам'ятник В. І. Леніну        | с. Первозванівка                      |
| 11 | Пам'ятник Я. М. Свердлову     | с. Черняківка                         |
| 12 | Пам'ятник В. І. Леніну        | с. Іскрівка                           |
|    |                               |                                       |

### Сім перлин Чутівщини
Серед найкращих рукотворних об'єктів та витворів природи є гідрологічний заказник «Сторожовий». Його площа понад 501 гектар. Розташований біля села Сторожового Войнівської сільської ради у заплаві річки Коломак. Тут багата рослинність, серед якої рідкісні види: зозуленець болотний, косарики тонкі, сальвінія плаваюча, латаття біле. Заплаву населяють водні та болотні птахи: лебідь білий, журавель сірий, занесений до Європейського червоного списку деркач.
Інше чудове місце-комплекс об'єктів у с. Черняківка, пов'язаних з пам'яттю М. К. Башкирцевої(1858—1884), яка внесла вагому частку в світову культуру. Її дитячі роки минули в с. Черняківка у помісті діда Степана Єгоровича Бабаніна. Тут вона одержала багатогранне і змістовне виховання і навчання, до якого доклали зусиль мати та дідусь. По праву черняківська земля є батьківщиною різнобічного таланту Марії. Щоліта тут у Черняківці проводиться обласне культурно-мистецьке свято «Маріїна долина». Воно проводиться з 1996 року. Традиційним є обласний конкурс жінок-художниць «Осяяні красою і талантом»
У Гряківській ЗОШ I—III ступенів створено один з найкращих в області народознавчих музеїв. Тут зібрано велику колекцію українських вишиванок.
Окрасою селища Чутове є парк з пам'ятниками та скульптурами О. І.Черницького
Наступною перлиною є комплекс споруд центральної садиби колгоспу імені Леніна в селищі Чутове. Господарства уже немає. Але залишилися будівлі адміністративного корпусу, оздоровчо-лікувального комплексу «Либідь». Сьогодні вирішується питання про повернення у власність громади цих унікальних споруд.
ТОВ "Чутівський кінний завод «Тракен», що створене на базі кінно-спортивного комплексу колгоспу імені Леніна, пізніше агрофірми імені І. В. Ропавки. «Тракен» — племінний завод по розведенню української верхової та тракенської порід коней. Поголів'я у минулі роки складало близько 100 коней. Вихованка кінно-спортивного комплексу «Тракен», майстер спорту міжнародного класу Ольга Герасименко у 2008 році стала абсолютною чемпіонкою України з виїздки.
Чудовим рукотворним об'єктом є православна Петропавлівська церква у селі Петрівці.
До всіх цих об'єктів є під'їзди з твердим покриттям.

## Політика
25 травня 2014 року відбулися Президентські вибори України. У межах Чутівського району було створено 27 виборчих дільниць. Явка на виборах становила — 59,87 % (проголосували 11 141 із 18 610 виборців). Найбільшу кількість голосів отримав Петро Порошенко — 46,54 % (5 185 виборців); Юлія Тимошенко — 19,41 % (2 162 виборців), Олег Ляшко — 13,38 % (1 491 виборців), Сергій Тігіпко — 4,28 % (477 виборців), Анатолій Гриценко — 4,06 % (452 виборців). Решта кандидатів набрали меншу кількість голосів. Кількість недійсних або зіпсованих бюлетенів — 1,04 %.

## Особистості
- Харченко Микола Федорович — український вчений у галузі магнетизму й оптики магнітовпорядкованих систем. Академік НАН України. Лауреат Державної премії України у галузі науки і техніки, премії АН СРСР и Польської академії наук, премії АН УРСР імені К. Д. Синельникова. Народився у селищі радгоспу ХТЗ Чутівського району.